# أنقليس ثعباني متعدد العيون
أنقليس ثعباني متعدد العيون (الاسم العلمي: Ophichthus polyophthalmus) هو نوع من الأنقليس، يتبع فصيلة الأنقليس الثعباني.